# Annette Zilinska
Annette Celia Genevieve Zilinskas, mais conhecida como Annette Zilinskas (Los Angeles) é uma musicista americana. Ela era baixista da primeira formação do The Bangles, mais tarde tornou-se vocalista do Blood on the Saddle. Ela também foi integrante da banda The Sisters Ringling (1990-1993) e um dos primeiras integrantes do Medicine.
Nativo do sul da Califórnia, ela nasceu em Van Nuys e foi colocada no Bangs, que se tornou mais tarde The Bangles, como baixista. Ela tocou baixo e gaita no EP de 5 faixas, intitulado Bangles, mas deixou a banda para se juntar ao Blood on the Saddle como vocalista antes do primeiro álbum. Depois de sua saída, Michael Steele foi colocada como sua substituta.